# Преторианская префектура Африки
Преторианская префектура Африки (лат. praefectura praetorio Africae) — была образована императором Юстинианом I на территориях, вошедших в состав Византии в результате Вандальской войны. В её состав вошли семь провинций. Префектура существовала до 580-х годов, когда была преобразована в Африканский экзархат.
Первоначально преторианская префектура Африки была образована Константином Великим из диоцеза Африки между 332 и 337 годами в ответ на беспорядки, возникшие вследствие донатистского спора. В результате вторжения вандалов в 430 году африканские провинции Римской империи были утрачены. Первоначальной задачей воссозданной префектуры было обеспечение налоговых поступлений, что было не простой задачей, так как все налоговые записи римского периода были уничтожены вандалами. Под управлением префекта Соломона к 549 году финансовое положение провинции существенно улучшилось, что позволило осуществить масштабную программу военного строительства.
Начало реорганизации Африки было положено в 534 году, на начальном этапе затронувших всю империю административных преобразований. Весь регион был отдан под руководство гражданской администрации, возглавляемой префектом претория с резиденцией в Карфагене. Из входящих в префектуру провинций три стали сенатскими (Проконсульская Африка или Зевгитана, Бизацена, Триполитания, Нумидия), а остальные под руководством президов (Мавретания Цезарейская, Мавретания Ситифенская и Сардиния). В подчинении префекта находились 396 гражданских и военных служащих, а у каждого из провинциальных губернаторов по 50. Военное командование было разделено между дуксами Триполитании, Бизацены, Нумидии, Мавретании и Сардинии. Каждый из них также имел свой штат из примерно 43 чиновников. Гарнизон расположенного у Гибралтара Септема возглавлял трибун. Наконец, для защиты границ рекрутировались лимитаны. Фактически, все указанные военные находились в подчинении у magister militum Африки или стратега Ливии. Как правило, военная и гражданская власть в Африке объединялась в одном лице, что было формально закреплено в конце VI века с введением должности экзарха.